# GOKU・OH 極王
『GOKU・OH 極王』（ごくおう）は、松田一三主演のオリジナルビデオシリーズ。販売元はオールイン エンタテインメント。6作まで製作、リリースされている。営業総括とプロデューサーは4作目からオールイン エンタテインメントからライツキューブに移行したが、販売元は6作全てオールイン エンタテインメントである。

## ストーリー
義仁会若宮組若頭 神崎猛（松田一三）が、渡世上の親である義仁会若宮組組長 若宮新次（小沢和義）を日本一の親分に押し上げるべく戦い続ける極道の物語。

## キャスト
- 三代目阪田組組長 黒木辰一：団時朗（1-5）
- 三代目阪田組若頭 川路組組長 川路幸弘：小沢仁志
- 三代目阪田組川路組若頭 堺孝次：永倉大輔
- 三代目阪田組舎弟頭 黒木一家総長 加納徹：石山雄大
- 三代目阪田組若頭補佐 森田興業組長 森田正次：野口雅弘
- 三代目阪田組森田興業若頭 片岡誠治：GDX aka SHU
- 三代目阪田組若頭補佐 三代目南友会会長 塩見彰：NECO
- 三代目阪田組二代目南友会理事長小池辰也：江原シュウ（1-4）
- 三代目阪田組若頭補佐 織部組組長 織部淳一：桑田昭彦
- 三代目阪田組織部組若頭 成宮勝：舘昌美
- アサミ(二代目南友会理事長小池辰也の妻、森田興業若頭片岡誠治の妹)：江口ナオ
- 丹羽興業組長 丹羽博：下元史朗
- 丹羽興業若頭 福沢庄一：吉田祐健
- 丹羽興業組員：中山峻
- 丹羽興業組員：本田広登
- スナック店長(川路幸弘の兄)：村田雄浩（1-3）
- 義仁会会長 岩谷正志：軍司眞人（1）
- 義仁会若頭 若宮組組長 若宮新次：小沢和義
- 義仁会幹部 前田一家総長 前田均：那波隆史（1）
- 義仁会幹部 野崎組組長 野崎修二：岡田謙（1）
- 義仁会若宮組若頭 神崎猛(黒木辰一の実子)：松田一三
- 義仁会若宮組本部長 村井輝美：西守正樹
- 義仁会若宮組組員 津坂昇：武田幸三
- 義仁会若宮組組員 ゲン：友和（1）
- 大東亜連合会会長 笹峯芳雄：山根明（1-5）
- 大東亜連合会理事長 児玉良一：川本淳市（2-5）
- 京都 北見組組員(ヒットマン)：崔哲浩（2・3・4）
- 四代目阪田組堺総業組員：高原知秀（4・5・6）
- 大阪府警 捜査四課 梅沢哲彦：木下ほうか（4・5・6）
- 双龍会組員：宮崎貴久
- 双龍会組員 クラブチ：中澤達也
- ラーメン店大将：中西良太（4・5・6）
- 桜庭一家総長 金海光一：古井榮一（5・6）
- 桜庭一家組員 ササキ：石原和海（5・6）
- 博多 共栄会幹事長 大宮信：松田優（6）
- トモミ(織部組組員タカヤマの女、ミナミのキャバクラのホステス)：新名あみん（6）

ナレーション
- 森羅万象

## スタッフ
- 監督：港雄二
- 企画：office MH
- 営業総括：鈴木祐介（1・2・3 オールイン エンタテインメント → 4・5・6 ライツキューブ）
- プロデューサー：松田一三、角田陸（1・2・3 オールイン エンタテインメント → 4・5・6 ライツキューブ）
- 脚本：村田啓一郎
- 撮影：今井哲郎（1・2・3 ）→下元哲・小山田勝治（4・5・6）
- 録音：沼田和夫
- 音響効果：藤本淳
- 編集：児玉透（1・2・3 ）→小川幸一（4・5・6）
- ラインプロデューサー：Yuki（1・2・3 ）→山鹿孝起（4・5・6）
- 衣裳：天野多恵（1・2・3 ）→手塚勇（4・5・6）
- メイク：坂口佳那恵
- ガンエフェクト：浅生マサヒロ
- スチール：大蔵俊介
- 車輌：池田知久
- 衣裳協力：BBCO、ゼロスタイルクラバット（4・5・6）
- 販売：オールイン エンタテインメント
- 制作：office MH
- 製作：GOKU・OH 極王製作委員会

## DVDリリース
| タイトル       | ジャケットコピー                            | セルリリース日 |
| -------------- | ------------------------------------------- | -------------- |
| GOKU・OH 極王  | 日本極道の頂点を決める戦いが、幕を上げる─!! | 2019/6/25      |
| GOKU・OH 極王2 | 己の親を日本一にするため、突き進む任侠道─!! | 2019/7/25      |
| GOKU・OH 極王3 | 裏切りの烙印を押された侠たちの運命          | 2019/8/25      |
| GOKU・OH 極王4 | ついに火蓋は切って落とされた─               | 2020/3/25      |
| GOKU・OH 極王5 | 骨肉の血戦                                  | 2020/5/25      |
| GOKU・OH 極王6 | 弔い報復                                    | 2020/7/25      |